# 恆富控股
恆富控股有限公司，簡稱恆富控股（英語：CARRY WEALTH HOLDINGS LIMITED，港交所：0643），在1993年由多名投資者創立。
主营业务为成衣产品，并从事证券投资。集团于中国大陆有生产设施。现时由子辰（执行董事）主理。
2000年3月13日於香港交易所主板上市，总部位于香港中环皇后大道中99号中環中心78层。